# Крикунова Катерина Андріївна
Катери́на Андрі́ївна Крикуно́ва (1917 , Черкаський повіт, Київська губернія, Російська імперія  — невідомо ) — українська радянська діячка, робітниця шахти. Депутат Верховної Ради УРСР першого скликання (1938–1947).

## Біографія
Народилася 1917 року в родині робітника в селі поблизу Городища, тепер Черкаська область, Україна. Батько помер 1920 року, виховувалася бабусею. 1927 року з бабусею переїжджає на Донбас, до дядька, який працював на шахті № 5/7 тресту «Донбасантрацит» міста Красний Луч, тепер Хрустальний.
З 1929 року — домашня робітниця на шахті № 5/7 Краснолуцького району. З 1932 року працювала лампівницею на шахті № 7-8 тресту «Донбасантрацит» (тепер — місто Боково-Хрустальне). Закінчила гірничі курси підвищення кваліфікації. З 1935 року — зарядник електровозів, а з 1937 року — машиніст електровоза шахти № 7-8 тресту «Донбасантрацит». У 1936 році вступила до комсомолу.
26 червня 1938 року обрана депутатом Верховної Ради УРСР першого скликання по Краснолуцькій виборчій окрузі № 296 Ворошиловградської області.
Член ВКП(б) з 1940 року.
Під час німецько-радянської війни — в евакуації в східних районах СРСР, де працювала на різних гірничих-видобувних підприємствах.
Після звільнення Донбасу повернулася на шахту 7-8 тресту «Донбасантрацит», де 1944 року працювала заступником начальника відділу робочого постачання, згодом — навчалася на Ворошиловградських обласних партійних курсах.